# باد بودنتایش
باد بودنتایش (به آلمانی: Bad Bodenteich) یک منطقهٔ مسکونی در آلمان است که در اولتسن واقع شده‌است. باد بودنتایش ۴٬۰۰۶ نفر جمعیت دارد.